# Zdobycie Niniwy
Zdobycie Niniwy – zajęcie Niniwy w 612 p.n.e. przez sprzymierzone siły medyjsko-babilońskie. Upadek asyryjskiej stolicy doprowadził do opanowania rdzennej Asyrii przez koalicjantów oraz śmierci króla Sin-szar-iszkuna z dynastii Sargonidów. Był to moment przełomowy w toczonej przez Asyrię wojnie z koalicją, bowiem przeważył szalę zwycięstwa na stronę Nabopolassara i Kyaksaresa.
Pierwsze ataki na miasto były przeprowadzane oddzielnie przez Babilończyków i Medów w latach 615–614 p.n.e., ale bez skutku. Po zdobyciu Aszuru w ruinach starej asyryjskiej stolicy obaj królowie doszli do porozumienia i połączyli siły. Prawdopodobnie wtedy też ustalili wspólne uderzenie na Niniwę na rok 612 p.n.e.
Atak na miasto ułatwił sam Sinsariszkun, który w ciągu dwóch lat od zniszczenia Aszur zachował całkowitą bierność, zamykając się w stolicy.
W czasie trwania tej kampanii zostało zdobyte też Kalchu przez wojska medyjskie, na co wskazują znalezione w ruinach przez archeologów resztki grotów pochodzenia irańskiego.

## Szturm na miasto
Jak podaje Kronika babilońska kampania została starannie zorganizowana:

Czternastego roku [tj. 612 p.n.e.]: Król Akkad [król Babilonii Nabopolassar] zebrał swoją armię i pomaszerował do Asyrii. Król Medów pomaszerował do króla Akkad i oni spotkali się w [nieczytelne]. Król Akkad i jego armia przekroczyli Tygrys; Kyaksares musiał przekroczyć Radanu i oni maszerowali wzdłuż brzegu Tygrysu. W miesiącu simanu, dziewiąty dzień, oni rozłożyli się naprzeciw Niniwy. Od miesiąca simanu do miesiąca âbu -przez trzy miesiące – oni poddali miasto ciężkiemu oblężeniu. Na dziewiąty dzień miesiąca âbu, na który oni wyznaczyli atak, zadali główną klęskę w wielu ludziach. W tamtym czasie Sin-szar-iszkun, król Asyrii zginął. Oni zdobyli ogromny łup miasta i świątyni i przekształcili miasto w stertę ruin. Na dwudziestym dniu miesiąca ululu [14 września] Kyaksares i jego armia wróciła do domu. Gdy on poszedł, król Akkad odprawił swoją armię i oni pomaszerowali do Nasibiny.

## Upadek Niniwy w relacji biblijnej
Obok źródeł babilońskich również Księga Nahuma stanowi ważne źródło do poznania przebiegu upadku imperium asyryjskiego oraz zniszczenia jej stolicy. Autor księgi żył w drugiej połowie VII w. p.n.e. i dysponował informacjami, które wkomponował w utwór. Zawarł też wzmiankę o wylewie wód (Na 1,8 w przekładach Biblii.), co wskazywałoby, że oblegający miasto Medowie i Babilończycy spiętrzyli wody Tygrysu, które podmyły mury. Tłumaczyłoby to dość szybkie zdobycie tego silnie ufortyfikowanego miasta.